# Hrvatska pošta
Хорватська пошта (хорв. Hrvatska pošta) — національний оператор поштового зв'язку Хорватії зі штаб-квартирою у Загребі. Є акціонерною компанією та перебуває у підпорядкуванні уряду Хорватії. Член Всесвітнього поштового союзу.